# Volkan Toptaner
Volkan Toptaner (* 25. Januar 1990) ist ein ehemaliger türkischer Eishockeyspieler, der einen Großteil seiner Karriere bei den Darmstadt Dukes beziehungsweise dessen Rechtsvorgänger RSC Darmstadt auf dem Eis steht. Von 2013 bis 2018 spielte er mit dem ESC in der fünftklassigen Hessenliga.

## Karriere
Volkan Toptaner begann seine Karriere als Eishockeyspieler im Nachwuchsbereich vom Büyükşehir Belediyesi Ankara SK. Seit 2006 spielt er in Hessen. Nach zwei Jahren in der zweiten Mannschaft der Young Lions Frankfurt in der Regionalliga Hessen wechselte er zum Ligakonkurrenten RSC Darmstadt, mit dem er zwischen der Regionalliga und der Hessenliga pendelte. Nach der Abspaltung der Eishockeysparte als Darmstadt Dukes 2011, spielte er für diesen neuen Klub, mit dem er seit 2013 durchweg in der Hessenliga antrat. 2018 beendete er seine Karriere.

### International
Für die Türkei nahm Toptaner im Juniorenbereich an den U18-Weltmeisterschaften 2004, 2005, 2007 und 2008 sowie an den U20-Weltmeisterschaften 2007 und 2010 jeweils in der Division III teil.
Im Seniorenbereich stand er lediglich bei der Weltmeisterschaft der Division III 2009 im Aufgebot seines Landes, als der Aufstieg in die Division II gelang.

## Erfolge und Auszeichnungen
- 2009 Aufstieg in die Division II bei der Weltmeisterschaft der Division III
- 2010 Meister der Hessenliga mit dem RSC Darmstadt und Aufstieg in die Regionalliga West